# Список эпизодов телесериала «Мистер Робот»
Список серий американского телесериала «Мистер Робот» с Рами Малеком и Кристианом Слейтером в главных ролях. Премьера сериала состоялась 24 июня 2015 года на телеканале USA Network.

## Обзор сезонов
| Сезон | Сезон | Эпизоды | Оригинальная дата показа | Оригинальная дата показа |
| Сезон | Сезон | Эпизоды | Премьера сезона          | Финал сезона             |
| ----- | ----- | ------- | ------------------------ | ------------------------ |
|       | 1     | 10      | 24 июня 2015             | 2 сентября 2015          |
|       | 2     | 12      | 13 июля 2016             | 21 сентября 2016         |
|       | 3     | 10      | 11 октября 2017          | 13 декабря 2017          |
|       | 4     | 13      | 6 октября 2019           | 22 декабря 2019          |

## Список серий

### Сезон 1 (2015)
Все названия эпизодов форматированы как компьютерные файлы; в первом сезоне названия оканчиваются расширениями видеофайлов.
| № общий | № в сезоне | Название                                             | Режиссёр          | Автор сценария | Дата премьеры   | Зрители в США (млн) |
| --- | ---------- | ---------------------------------------------------- | ----------------- | -------------- | --------------- | ------------------- |
| 1 | 1          | «Привет друг» «eps1.0_hellofriend.mov»               | Нильс Арден Оплев | Сэм Эсмэйл     | 24 июня 2015    | 1,75                |
| Социоофоб Эллиот Алдерсон работает в компании по кибербезопасности Олсейф. Ночью он взламывает социальные сети, личную информацию и банковские данные, в том числе данные своих коллег, врача и торговца наркотиками. Эллиот останавливает DDoS-атаку на крупнейшего клиента Олсейф, E Corp (Корпорация Зла). Он находит файл с названием fsociety00.dat и текстовый файл с просьбой не уничтожать вредоносное ПО, которое он обнаружил на сервере E Corp. Мистер Робот, таинственный лидер хакерской группы Нахрен общество, связывается с Эллиотом в метро. Fsociety приглашает Эллиота присоединиться к ним для начала цифровой революции; они планируют удалить все долговые записи, хранящиеся у E Corp. Эллиот заинтригован и в конце концов соглашается. В качестве первой совместной работы с Нахрен обществом Эллиот предоставляет ФБР зашифрованный файл, в котором в организации атаки ложно обвиняется Терри Колби, главный технический директор E Corp. |            |                                                      |                   |                |                 |                     |
| 2 | 2          | «Единицы и нули» «eps1.1_ones-and-zer0es.mpeg»       | Сэм Эсмэйл        | Сэм Эсмэйл     | 1 июля 2015     | 1,73                |
| Эллиот отклоняет предложение работы от Тайрелла Уэллика, временного технического директора E Corp. У Эллиота развивается паранойя, он употребляет больше морфина, чем обычно. Дарлин навещает его дома, чтобы вернуть в Нахрен общество, что удивляет его. Мистер Робот и Нахрен общество хотят, чтобы Эллиот уничтожил хранилище резервных данных E Corp под названием Стальная гора, взломав соседний газовый завод и вызвав взрыв. Эллиот отступает, потому что не хочет рисковать жизнями. Шейла - наркоторговец и друг Эллиота. Когда Эллиот понял, что Фернандо Вера, поставщик Шейлы, насиловал её, Эллиот собирает доказательства против Фернандо и сдаёт его полиции, несмотря на чёткие инструкции Шейлы не делать этого. Тем временем Циско, неизвестный посредник китайской хакерской группы Тёмная Армия, взламывает домашний компьютер Олли с помощью компакт-диска. Эллиот и Мистер Робот обсуждают ссору Эллиота с его отцом: Эллиот рассказал матери о неизлечимой болезни отца несмотря на то, что пообещал отцу, что сохранит болезнь в секрете. Мистер Робот сталкивает Эллиота с перил на усыпанный камнями пляж внизу в наказание за то, что он не сохранил тайну своего отца. |            |                                                      |                   |                |                 |                     |
| 3 | 3          | «Отладка» «eps1.2_d3bug.mkv»                         | Джим Маккей       | Сэм Эсмэйл     | 8 июля 2015     | 1,60                |
| Тайрелл в ярости, что техническим директором был выбран Скотт Ноулз. Чтобы выпустить пар, Тайрелл платит бездомному, чтобы тот позволил избить себя. Циско требует, чтобы Олли заразил Олсейф тем же компакт-диском. Эллиот считает, что с Нахрен обществом покончено. Тайрелл соблазняет секретаря своего босса и устанавливает программное обеспечение на его телефон. Пытаясь быть более нормальным, Эллиот просит Шейлу сопроводить его на вечеринку, она соглашается, и у них возникают романтические отношения. Во время вечеринки Нахрен общество сливает электронные письма E Corp, в которых Колби обвиняется в сокрытии утечки токсичных отходов, вызвавшие лейкемию у отца Эллиота и матери Анджелы. Тайрелл связывает свою беременную жену и затыкает ей кляп по её требованию. Олли признаётся Анджеле в своей неверности и в требованиях Циско. Опасаясь кражи личных данных, Анджела хочет, чтобы он заразил Олсейф с помощью компакт-диска. Эллиот возвращается в Нахрен общество. Генеральный директор Олсейф Гидеон Годдард с подозрением относится к рассказу Эллиота об атаке E Corp и начинает расследование. |            |                                                      |                   |                |                 |                     |
| 4 | 4          | «Демоны» «eps1.3_da3m0ns.mp4»                        | Ниша Ганатра      | Адам Пенн      | 15 июля 2015    | 1,27                |
| У Эллиота есть новый план по уничтожению резервных копий данных E Corp в Стальной горе, что подразумевает взлом системы климат-контроля путём подключения карманного компьютера Raspberry Pi для медленного повышения температуры (в обход системы климат-контроля) до точки, когда температура разрушит резервные копии на магнитной ленте. Но для этого требуется физический доступ к хорошо укреплённому центру обработки данных. Эллиот, Ромеро, Мобли и Мистер Робот отправляются в Стальную гору. Запас морфина закончился, и у Эллиота появляются серьёзные симптомы отмены, включая многочисленные галлюцинации. Дарлин и Трентон остаются, чтобы связаться с Циско (бывшим парнем Дарлин) и организовать одновременную хакерскую атаку Тёмной Армии на резервные сайты E Corp. в Китае. Тем временем Анджела и Шейла принимают экстази, а затем целуются. На следующее утро Анджела саботирует Олсейф, используя рабочий идентификатор Олли и его компьютер. |            |                                                      |                   |                |                 |                     |
| 5 | 5          | «Эксплойты» «eps1.4_3xpl0its.wmv»                    | Джим Маккей       | Дэвид Исерсон  | 22 июля 2015    | 1,38                |
| С помощью Нахрен общества Эллиот проникает в Стальную гору, используя то, что он называет «человеческими эксплойтами». Он случайно встречает Тайрелла и использует его эго, чтобы получить доступ к закрытой зоне, где Эллиоту нужно подключить свой Raspberry Pi к программе, которая обойдёт систему климат-контроля и тем самым уничтожит резервные копии данных E Corp. Тёмная армия отказывается атаковать резервный объект в Китае, что ставит план Нахрен общества под угрозу. Тем временем Тайрелл и Джоанна ужинают с кандидатом на пост технического директора Скоттом и его женой Шэрон, пытаясь найти их слабые места. Тайрелл с сексуальным намерением подходит к Шэрон в туалете. Анджела уходит от Олли, говоря, что заразила Олсейф хакерским компакт-диском, и переезжает к своему отцу. Она обнаруживает, что отец по уши в долгах по старым медицинским счетам её матери. Эллиот находит телефон Шейлы на полу. Фернандо Вера звонит Эллиоту из тюрьмы, намекая, что он организовал похищение Шейлы. Он обвиняет Эллиота в том, что тот сдал его полиции. |            |                                                      |                   |                |                 |                     |
| 6 | 6          | «Храбрый путешественник» «eps1.5_br4ve-trave1er.asf» | Дебора Чоу        | Кайл Брэдстрит | 29 июля 2015    | 1,25                |
| Шейлу похитил брат Вера, чтобы заставить Эллиота достать Вера из тюрьмы, прежде чем его убьют. Эллиот навещает Вера, чтобы проверить киберсистему тюрьмы и позже понимает, что брат Веры заказал его. Исполняющий обязанности технического директора Скотт говорит Тайреллу, что его жена рассказала ему об инциденте в туалете, тем самым унижая Тайрелла. После того, как Тайрелл в ярости громит свою кухню, Джоанна объясняет, что желание Шэрон быть желанной - их уязвимость. Анджела встречается с адвокатами, пытаясь возобновить судебный процесс против E Corp по поводу токсичных отходов, но адвокаты говорят ей, что невозможно выиграть дело без показаний инсайдера. Эллиот достаёт Вера из тюрьмы, и Вера немедленно убивает своего брата. На вопрос Эллиота о Шейле Вера бросает ему ключи от машины и говорит: «Она была с тобой всё время». Эллиот открывает багажник и находит внутри Шейлу с перерезанным горлом. |            |                                                      |                   |                |                 |                     |
| 7 | 7          | «Исходный код» «eps1.6_v1ew-s0urce.flv»              | Сэм Эсмэйл        | Кейт Эриксон   | 5 августа 2015  | 1,15                |
| Флешбэк: Шейла заселяется в соседнюю комнату и даёт Эллиоту аквариумную рыбку. Она хочет быть его другом, несмотря на его необщительность. Шейла предлагает связаться с поставщиком субоксона для Эллиота. В настоящее время прошёл месяц со дня убийства Шейлы. Анджела заключает сделку: она солжёт и скажет, что взломала систему контроля с файлом .dat, из-за которого обвинили Терри Колби, если взамен Колби даст показания, что E Corp скрыла утечку токсичных отходов в 1993 году. Гидеон предупреждает Анджелу, что из-за её плана Олсейф перестанет существовать. Тем временем Дарлин и Мистер Робот пытаются восстановить Нахрен общество. Дарлин устраивает личную встречу с таинственной Белой Розой, лидером Тёмной армии. Тайрелл на вечеринке, посвящённой продвижению Ноулза по службе, заманивает Шэрон на изолированную крышу и, соблазняя её, душит. Эллиот признаётся своему психиатру, что всех взламывает, пытаясь спастись от одиночества. |            |                                                      |                   |                |                 |                     |
| 8 | 8          | «Белая роза» «eps1.7_wh1ter0se.m4v»                  | Кристоф Шреве     | Рэндольф Леон  | 12 августа 2015 | 1,24                |
| Дарлин крадёт пистолет и разговаривает с Анджелой, что подразумевает, что они давние друзья. Эллиот и его Нахрен общество вновь спланировали атаку, но Тёмная Армия всё ещё нужна им. Эллиот встречает Белую Розу, трансгендерную женщину, одержимую временем, которая говорит, что Тёмная армия отступила, потому что Гидеон, с подозрением относящийся к истории Эллиота, превратил взломанный сервер E Corp в ловушку-приманку. С помощью Дарлин Эллиот её отключает. Тайрелл находит файл .dat Нахрен общества после того, как Гидеон рассказывает ему о приманке и встречается с Мистером Роботом, и, похоже, они начинают работать вместе. Он напоминает Мистеру Роботу, что знает его «маленький грязный секрет», когда Мистер Робот отказывается сотрудничать, на что Мистер Робот не обращает внимания. Когда полиция допрашивает Уэлликов об убийстве Шэрон, Джоанна тайно протыкает свой плодный пузырь вилкой, чтобы вызвать роды и отвлечь детективов. Эллиот рассказывает Дарлин об успехе их плана, и Дарлин в восторге говорит ему, что любит его. Он целует Дарлин, что вызывает её отвращение. Она спрашивает, не «забыл ли он снова». Эллиот понимает, что Дарлин - его сестра, но не помнит о ней. Он находит компакт-диск со старыми семейными фотографиями, раскрывающими, что Мистер Робот - его отец. |            |                                                      |                   |                |                 |                     |
| 9 | 9          | «Отражение» «eps1.8_m1rr0r1ng.qt»                    | Триша Брок        | Сэм Эсмэйл     | 19 августа 2015 | 1,32                |
| Во флешбэке показаны юный Эллиот и его отец в компьютерном магазине «Мистер Робот». После рождения ребёнка Джоанна говорит Тайреллу, что ему нужно держать всё под контролем, если он «хочет быть частью этой семьи». Тайрелла увольняют из E Corp, его последняя задача - не дать Гидеону установить ловушку обратно. Мистер Робот отправляется с Эллиотом в дом своего детства. В гневе Эллиот выталкивает Мистера Робота из окна и отводит его на кладбище. Мистер Робот говорит Эллиоту не позволить Анджеле и Дарлин «избавиться от него», и что он всегда будет любить его. Когда появляются Анджела и Дарлин, Эллиот, стоя один на могиле своего отца, понимает, что он всё время примерял на себя образ своего мертвого отца, называя себя «Мистер Робот». Терри Колби предлагает Анджеле работу в E Corp. Теперь Эллиот сомневается в продолжении плана Мистера Робота / Нахрен общества. Тайрелл угрожает Эллиоту по поводу плана Нахрен общества, Эллиот ведёт Тайрелла в зал аркадных автоматов и понимает, что он продолжит взлом. Они соглашаются работать вместе, но Эллиот бросает взгляд на автомат для попкорна, где спрятан пистолет Дарлин. |            |                                                      |                   |                |                 |                     |
| 10 | 10         | «Нулевой день» «eps1.9_zer0-day.avi»                 | Сэм Эсмэйл        | Сэм Эсмэйл     | 2 сентября 2015 | 1,21                |
| Психиатр Эллиота встречается с бывшим парнем, которого Эллиот взломал, а затем заставил расстаться с ней. Он пытается убедить её помочь полиции арестовать Эллиота, но психиатр отказывается. Эллиот просыпается один во внедорожнике Тайрелла через три дня после завершения предыдущего эпизода, не помня об этих днях. Взлом Нахрен общество увенчался успехом, погрузив мир в хаос и собрав ликующие толпы по всему городу. Нахрен общество шифрует свои данные и скрывает следы. E Corp готовит экстренное телеинтервью. Исполнительный вице-президент по технологиям E Corp совершает самоубийство в телеэфире, заявив, что ситуация безнадёжна. Эллиот снова разговаривает с Мистером Роботом и спрашивает о местонахождении Тайрелла. Он посещает адрес Тайрелла, но находит только Джоанну, представившись как «Олли». Эпизод заканчивается тем, что Эллиот открывает дверь своей квартиры; посетитель не виден. В сцене после титров Белая Роза, одетая как мужчина, и Филипп Прайс, генеральный директор E Corp, разговаривают на официальном мероприятии, где Прайс говорит, что «знает, кто виноват». |            |                                                      |                   |                |                 |                     |

### Сезон 2 (2016)
Все названия эпизодов форматированы как компьютерные файлы; во втором сезоне названия оканчиваются расширениями шифрования.
| № общий | № в сезоне | Название                                        | Режиссёр   | Автор сценария                | Дата премьеры    | Зрители в США (млн) |
| --- | ---------- | ----------------------------------------------- | ---------- | ----------------------------- | ---------------- | ------------------- |
| 11 | 1          | «Разоблачение, часть 1» «eps2.0_unm4sk-pt1.tc»  | Сэм Эсмэйл | Сэм Эсмэйл                    | 13 июля 2016     | 1,04                |
| В коротком флешбэке показано, что Тайрелл записал видео Нахрен общества в вечер своего визита к Эллиоту. Через месяц Эллиот отходит от привычной жизни, живя со своей матерью и поддерживая повторяющийся распорядок дня в попытке ослабить влияние Мистера Робота, который постоянно появляется перед ним и мучает, все еще отказываясь рассказать ему, что случилось с Тайреллом. Нахрен общество продолжает работать под руководством Дарлин, взламывая умный дом главного юрисконсульта E Corp Сьюзан Джейкобс и используя его в качестве базы после того, как группа вынудила Джейкобс переехать. Гидеон навещает Эллиота и говорит ему, что Олсейф больше нет, и ФБР думает, что он стоит за взломом или, по крайней мере, каким-то образом замешан. С помощью Мобли Дарлин взламывает банк E Corp, сохраняя их записи с целью выкупа. |            |                                                 |            |                               |                  |                     |
| 12 | 2          | «Разоблачение, часть 2» «eps2.0_unm4sk-pt2.tc»  | Сэм Эсмэйл | Сэм Эсмэйл                    | 13 июля 2016     | 1,04                |
| В качестве выкупа Нахрен общество вынуждает Скотта Ноулза надеть маску Нахрен общества и публично сжечь 5,9 миллиона долларов от взлома в предыдущем эпизоде. Анджела продолжает подниматься по карьерной лестнице в E Corp, по-видимому, довольная своей новой корпоративной позицией, и, похоже, отказывается от иска. Джоанна получает подарок на пороге - музыкальную шкатулку со спрятанным под ней телефоном, но пропускает звонок. Эллиот обнаруживает, что действовал под влиянием Мистера Робота, когда думал, что спит. Человек по имени Брок убивает Гидеона, который ранее угрожал сообщить о подозрительном поведении Эллиота в Олсейф ФБР и агенту Доминик ДиПьерро. Эллиот просыпается от диссоциативного состояния, разговаривая по телефону, его приветствует на другом конце провода Тайрелл. |            |                                                 |            |                               |                  |                     |
| 13 | 3          | «Сбой в ядре» «eps2.1_k3rnel-pan1c.ksd»         | Сэм Эсмэйл | Сэм Эсмэйл                    | 20 июля 2016     | 0,80                |
| Флешбэк рассказывает, что Ромеро хотел сдать зал аркадных автоматов Мобли, но вместо этого Мобли завербовал его в Нахрен общество. После запутанного разговора с Тайреллом по телефону Эллиот пытается полностью избавиться от Мистера Робота. В новостях сообщается о смерти Гидеона, что шокирует Эллиота. Позже Мобли находит Ромеро мертвым дома. Мобли и Трентон опасаются, что за ними охотится Тёмная армия, и начинают подозревать Дарлин и Эллиот. Доминик ДиПьерро делает снимки списка, найденного на компьютерном столе на месте преступления, с указанием агентов ФБР и их данных. Рэй охотится за кибер-инженером в своих преступных целях, и ему удается убедить Эллиота рассказать о Мистере Роботе. У Эллиота снова есть проблемы со злоупотреблением наркотиками, и он принимает чрезмерное количество Аддералла, что приводит к психическому срыву. Филипп Прайс приглашает Анджелу на ужин и дает совет не принимать дела лично. Доминик решает продолжить расследование Ромеро, обнаружив свое имя в списке; находясь в гостях у матери Ромеро, она находит плакат «Вечеринки конца света», который ведет ее в зал аркадных автоматов Нахрен общества. |            |                                                 |            |                               |                  |                     |
| 14 | 4          | «Инициализация» «eps2.2_init1.asec»             | Сэм Эсмэйл | Сэм Эсмэйл                    | 27 июля 2016     | 0,64                |
| На Хэллоуин в прошлом году впервые контроль над сознанием взял Мистер Робот и предложил Дарлин взлом, в то время как Эллиот был в маске Нахрен общества. В настоящее время Эллиот отклоняет ее просьбу о помощи. Мистер Робот заявляет, что если Эллиот сможет победить его в шахматы, он уйдет навсегда. Хотя Криста советует этого не делать, Леон говорит ему бороться за то, что он хочет; однако все три матча заканчиваются ничьей. Доминик находит гильзу от пуль в зале аркадных автоматов. Белая роза заставляет Прайса придерживаться графика и наблюдает за ФБР. У Джоанны заканчиваются средства, так как она заплатила парковщику, который нашел внедорожник Тайрелла во время взлома, чтобы тот не рассказал о находке. Скотт отвергает ее предложение дать показания против Тайрелла в обмен на выходное пособие Тайрелла. Циско сообщает Дарлин, что Тёмная армия не убила бы Ромеро, а убийство Ромеро может иметь какое-то отношение к незаконной программе наблюдения ФБР под названием Проект Бернштайн. Эллиот соглашается помочь Рэю, но тайно использует компьютер, чтобы связаться с Дарлин и взломать ФБР. |            |                                                 |            |                               |                  |                     |
| 15 | 5          | «Логическая бомба» «eps2.3_logic_b0mb.hc»       | Сэм Эсмэйл | Кайл Брэдстрит                | 3 августа 2016   | 0,71                |
| Эллиот пишет вредоносное ПО для взлома ФБР с компьютера Рэя. Дарлин говорит Анджеле, что они могут стереть записи ФБР, подключив ее к компакт-диску Олсейф, если она поможет, но Анджела отказывается. Парковщик, нашедший внедорожник Тайрелла, опасается, что ФБР заинтересуется им, поэтому Джоанна приказывает убить его. Эллиот говорит Рэю, что он должен связаться со своим предыдущим специалистом «ЭрТи»; Рэй неохотно соглашается и приводит ЭрТи. Доминик и ее команда едут в Китай, чтобы расследовать причастность Тёмной армии к 9 Мая. Там они встречаются с министром Чжаном, министром государственной безопасности Китая, который на самом деле является Белой розой. После того, как Доминик и Чжан беседуют вечером наедине, на следующее утро боевики нападают на офис, убивая большую часть команды Доминик. Джоанне звонит кто-то, тяжело дыша, возможно, Тайрелл. После того, как ее бывший парень Олли сдает ее ФБР, Анджела решает помочь со взломом. Эллиот спрашивает ЭрТи, что с ним случилось, и ЭрТи сообщает, что у Рэй есть сайт, с помощью которого тот на черном рынке торгует наркотиками, оружием и секс-рабами. Ночью головорезы врываются в дом Эллиота, вытаскивают его на улицу и избивают, а Рэй напоминает ему, что его предупреждали, чтобы Эллиот не совал нос куда не следует. |            |                                                 |            |                               |                  |                     |
| 16 | 6          | «Ведущий-ведомый» «eps2.4_m4ster_s1ave.aes»     | Сэм Эсмэйл | Сэм Эсмейл                    | 10 августа 2016  | 0,57                |
| Эллиот переживает специфическую версию комедийного сериала 1980-х годов о семейной поездке с участием Альфа и Тайреллом, запертым в багажнике. Мистер Робот говорит ему быть начеку, затем Эллиот просыпается в больнице. Рэй дает ему понять, что он хозяин Эллиота. Будучи запертым помощником Рэя, Эллиот обнимает Мистера Робота за то, что тот защитил его разум во время избиения. Во флешбэке показано, что в тот день, когда отец Эллиота рассказал, что его уволили из-за болезни, он также позволил Эллиоту дать название своему новому компьютерному магазину. Циско получает оборудование от Тёмной армии для взлома ФБР. Доминик пощадили во время стрельбы, так как оба нападавших покончили с собой. Хотя в нападении обвиняют китайских сепаратистов, Доминик полна решимости расследовать действия Тёмной армии. Конгресс отказывается продвигать план помощи Филиппа Прайса, заключающийся в получении займа у Китая, так как в Китае были убиты четыре агента ФБР. Дарлин и Мобли дают указания Анджеле при взломе ФБР, но Доминик появляется незадолго до того, как она успевает закончить. |            |                                                 |            |                               |                  |                     |
| 17 | 7          | «Рукопожатие» «eps2.5_h4ndshake.sme»            | Сэм Эсмэйл | Сэм Эсмейл                    | 17 августа 2016  | 0,65                |
| Доминик изучает историю Анджелы и с подозрением относится к ней после взлома ФБР. Анджела спрашивает Дарлин, не они ли с Эллиотом создали Нахрен общество, вспомнив, что маски взяты из фильма, который они много раз смотрели в детстве. Анджела улаживает судебный процесс по делу E Corp против Вашингтон Тауншип, и через Прайса ее переводят в подразделение по управлению рисками. Но Анджела переступает границы на своем первом деловом собрании. Нахрен общество смогло остановить голосование Прайса. Мистер Робот признается Эллиоту, что они застрелили Тайрелла. Эллиот настраивает веб-сайт Рэя, но также предупреждает ФБР через интернет, когда видит, что Рэй продаёт рабов, наркотики и оружие через даркнет. Рэй понимает, что сделал Эллиот, и, чувствуя раскаяние, отпускает Эллиота до прибытия ФБР. Мистер Робот побуждает Эллиота быть лидером, заключая с ним мир на пользу им обоим. Банда атакует Эллиота за закрытие веб-сайта Рэя, но Леон останавливает их; он работает на Тёмную Армию, защищая Эллиота для Белой Розы. Леон говорит Эллиоту, что тот получит письмо и сделает то, что в нем говорится. Эллиот признается Кристе, что знает, что никогда не был у своей матери, и зритель наконец узнает, что все это время Эллиот был в тюрьме. |            |                                                 |            |                               |                  |                     |
| 18 | 8          | «Наследник» «eps2.6_succ3ss0r.p12»              | Сэм Эсмэйл | Кортни Луни                   | 24 августа 2016  | 0,74                |
| Нахрен общество узнает, что Проект Бернштейн - это незаконное наблюдение за тремя миллионами человек в рамках расследования 9 Мая, в результате которого были выявлены 16 главных подозреваемых, один из которых скончался. Мобли опасается, что Ромеро и есть мертвый подозреваемый, а это значит, что ФБР скоро их арестует. Нахрен общество раскрывает эту информацию о Проекте Бернштайн, создавая проблемы для ФБР. Сьюзен Джейкобс приходит домой и видит подозреваемых. Они связывают ее и пытаются взломать, чтобы получить информацию для шантажа. Дарлин вспоминает, как Сьюзан смеялась, когда E Corp была оправдана по делу об утечке токсичных веществ, в результате которой погиб ее отец. Дарлин поражает ее электрошокером, как оказалось, смертельно из-за болезни сердца Сьюзан. Дарлин утверждает, что это была самооборона, несчастный случай. Дарлин и Циско сжигают тело Сьюзен, в это время Мобли и Трентон паникуют. Доминик допрашивает владельца украденного пистолета Дарлин и приводит Мобли на допрос о зале аркадных автоматов, всё еще охотясь за Тайреллом. Мобли ничего ей не дает, и Доминик вынуждена его отпустить. Мобли предупреждает Трентон, что они должны бежать, но опаздывает на встречу с Трентон на два часа, хотя кто-то ее находит. ФБР подсылает человека на свидание для Анджелы, но она выбирает другого пожилого мужчину. Дарлин видит, что Циско сообщает о ней Тёмной армии, и бьет его битой. |            |                                                 |            |                               |                  |                     |
| 19 | 9          | «Возврат в нормальный режим» «eps2.7_init5.fve» | Сэм Эсмэйл | Кайл Брэдстрит и Люси Тэйтлер | 31 августа 2016  | 0,65                |
| В дверь Эллиота стучит полиция и арестовывает его за взлом Ленни, бывшего Кристы, и кражу его собаки. Он признает себя виновным; на следующий день он оказывается в тюрьме, в которой Рэй работает надзирателем, что запускает иллюзию Эллиота. Несмотря на то, что Эллиота приговорили к 18 месяцам, его освобождают через 86 дней из-за сокращения расходов на содержание тюрем. Дарлин сообщает ему, что Мобли и Трентон пропали. Через Циско они взламывают телефон агента Тёмной армии, чтобы отслеживать разговоры, относящиеся к Этапу 2. Анджела сама взламывает E Corp и обнаруживает, что утечка токсичных отходов на заводе в Вашингтон Тауншип не была устранена. Дарлин оставила запись Нахрен общества в доме Сьюзен; Циско находит её и кого-то слышит. Белая Роза подстроила смерть предыдущего генерального директора E Corp за вмешательство в работу завода. Прайс смог успокоить Чжана (Белую розу), сказав, что он сможет сохранить завод, если Китай ссудит E Corp денег для спасения в качестве жеста доброй воли. Эллиот и Мистер Робот замечают, что они почему-то отдаляются друг от друга. Дарлин слышит, как Тёмная армия говорит, что Этап 2 - это план Эллиота, когда кто-то стучит в ее дверь. Эллиота ждет возле его квартиры Джоанна. |            |                                                 |            |                               |                  |                     |
| 20 | 10         | «Скрытый процесс» «eps2.8_h1dden_pr0cess.axx»   | Сэм Эсмэйл | Кор Адана и Рэндольф Леон     | 7 сентября 2016  | 0,77                |
| Прайс заставляет Колби подергать за ниточки, чтобы позволить Китаю аннексировать Конго в обмен на финансовую помощь E Corp. Циско находит одного из членов Нахрен общества тяжело раненым и убеждает Дарлин, что ему нужна медицинская помощь. Свидетель опознает Циско, покидающего дом Сьюзан, и власти начинают расследование, действительно ли ее отпуск закончился исчезновением. Несмотря на протесты Доминик, что Тёмная армия нападет, фотографию Циско публикует в СМИ как подозреваемого в деле 9 Мая. Позже фото видят сотрудники скорой помощи больницы и сообщают о его местонахождении. Джоанна убеждает Эллиота отследить телефон, который, по ее мнению, оставил Тайрелл. Эллиот отслеживает звонок до ближайшего дома, но Мистер Сазерленд думает, что, исходя из местоположения, это будет не Тайрелл. Позже Эллиот и Анджела встречаются в метро, чтобы поговорить. Она даёт ему понять, что в его памяти больше пробелов, и предупреждает не доверять Мистеру Роботу. Потерпев поражение, Анджела намерена признаться своему адвокату, рассказав о своём участии во взломе ФБР. Она целуется с Эллиотом, к ней подходят два человека. Доминик отслеживает Дарлин и Циско до ресторана, но, когда она заходит внутрь, стрелок Тёмной армии открывает по ним огонь. Доминик выходит из ресторана вся в брызгах крови. |            |                                                 |            |                               |                  |                     |
| 21 | 11         | «Питон, часть 1» «eps2.9_pyth0n-pt1.p7z»        | Сэм Эсмэйл | Сэм Эсмэйл                    | 14 сентября 2016 | 0,69                |
| Доминик требует, чтобы эта перестрелка была расследована как возможный акт войны со стороны Тёмной армии, но ей говорят, что правительство не будет ссориться с Китаем после того, как они только что предоставили США ссуду в 2 триллиона долларов. Джоанна считает местонахождение телефона отличным подарком Тайрелла. Филипп Прайс использует полученные деньги для укрепления Ecoin, вынуждая правительство поддерживать его, чтобы идти в ногу с Китаем и восстановить банковский сектор. Анджелу приводят в дом, где молодая девушка, по-видимому, подвергшаяся пыткам, дает ей психологическую оценку. Ее похититель - Белая Роза, которая говорит, что Анджела должна была умереть несколько месяцев назад; она хочет, чтобы Анджела поверила в дело Белой Розы, и утверждает, что мать Анджелы и отец Эллиота умерли для большего блага. Вернувшись в город вечером, Анджела говорит своему адвокату никогда больше не звонить ей. Эллиот использует технику осознанных сновидений, чтобы наблюдать, как Мистер Робот расшифровывает сообщение в квартире. Следуя за ним, Эллиот берет сознание под свой контроль по дороге к ожидающему такси. К его удивлению, в машину садится Тайрелл. Несмотря на то, что водитель подтвердил пункт назначения, он не признает напрямую существование Тайрелла и выгоняет Эллиота за панику. Тайрелл говорит, что у Тёмной армии готов Этап 2 и что Эллиот будет доволен.                             |            |                                                 |            |                               |                  |                     |
| 22 | 12         | «Питон, часть 2» «eps2.9_pyth0n-pt2.p7z»        | Сэм Эсмэйл | Сэм Эсмэйл                    | 21 сентября 2016 | 0,85                |
| За несколько месяцев до описываемых событий Тайрелл умолял Эллиота разрешить принять участие в плане. Сегодня он ведет Эллиота в тайное место, где выясняется, что E Corp собирает все свои бумажные документы. Эллиот понимает, что Этап 2 включает в себя проектирование взрыва в резервном хранилище для безвозвратного уничтожения данных E Corp. Скотт Ноулз, владелец загадочного телефона, заставляет Джоанну страдать, потому что он хочет, чтобы она почувствовала то, что чувствовал он. Скотт избивает Джоанну после того, как она оскорбляет его покойную жену. Джоанна убеждает Дерека обвинить Скотта в убийстве Шэрон в качестве расплаты. После нападения Тёмной армии Дарлин допрашивает ФБР. Доминик показывает ей, что она играет большую роль в расследовании ФБР. Убежденный, что Тайрелл ненастоящий, Эллиот пытается отменить взлом прошивки, но Тайрелл стреляет в него из украденного пистолета Дарлин. Анджеле через Тёмную армию звонит обезумевший Тайрелл, и она отправляется к Эллиоту, когда тот просыпается. В сцене после титров выясняется, что Мобли и Трентон скрываются на западном побережье. Трентон сообщает Мобли, что она нашла способ отменить взлом. Когда Мобли выражает желание сбежать, к ним подходит Леон и спрашивает время. |            |                                                 |            |                               |                  |                     |

### Сезон 3 (2017)
| № общий | № в сезоне | Название                                               | Режиссёр   | Автор сценария               | Дата премьеры   | Зрители в США (млн) |
| --- | ---------- | ------------------------------------------------------ | ---------- | ---------------------------- | --------------- | ------------------- |
| 23 | 1          | «Режим энергосбережения» «eps3.0_power-saver-mode.h»   | Сэм Эсмэйл | Сэм Эсмэйл                   | 11 октября 2017 | 0,68                |
| Чжан планирует убить Эллиота, как только его работа для Тёмной армии будет завершена. Паникуя, что Эллиот может умереть, Тайрелл звонит продавцу подержанных автомобилей и агенту Тёмной армии Ирвингу. Эллиот просыпается через неделю в комнате с Анджелой. Он обнаруживает, что здание для взлома пустое. Приходит Дарлин и пытается вытянуть из него информацию, но Эллиот лжет и говорит, что Тайрелл никогда не принимал участие в операции. Электричество все еще отключено, Дарлин берет Эллиота на подпольный хакерский турнир с оптоволоконным соединением. Он закрывает бэкдор в E Corp, но агенты Тёмной армии вынуждают их уйти. Ирвинг сбрасывает хвост ФБР. Эллиот думает, что он отменил Этап 2. Считая, что его революция только ухудшила ситуацию, Эллиот просит Анджелу устроить его на работу в E Corp, чтобы всё исправить. В ту ночь контроль над сознанием берёт Мистер Робот, и Анджела берет его на работу с Ирвингом и Тайреллом, используя еще один способ продвинуть Этап 2. Анджела планирует манипулировать Эллиотом, как это делает Мистер Робот, веря в план Белой Розы по уничтожению всего, что когда-либо делала E Corp. и созданию нового мира. |            |                                                        |            |                              |                 |                     |
| 24 | 2          | «Отменить» «eps3.1_undo.gz»                            | Сэм Эсмэйл | Сэм Эсмэйл                   | 18 октября 2017 | 0,52                |
| Спустя пять недель Эллиот продвигается по службе в E Corp, обращаясь к руководителям низшего звена и убеждая менеджера среднего звена начать оцифровку бумажных документов, при этом Эллиот тайно перемещает остальные документы из здания Этапа 2 на склад E Corp. Скотт Ноулз арестован за убийство Шэрон. Джоанна говорит по телевидению, что всегда будет любить Тайрелла; Дерек убивает ее, а Сазерленд убивает Дерека. Неизвестный источник опубликовал очередное видео Нахрен общества. Доминик и ФБР оказывают давление на Дарлин, рассказав о телефонном звонке из тюрьмы Эллиота Тайреллу. Дарлин остается у Эллиота, но контроль над сознанием берёт Мистер Робот и пугает ее. У Филиппа Прайса есть поддержка всех необходимых страны, кроме Китая, для Ecoin. Когда Прайс пытается пригрозить Чжану голосованием в ООН, чтобы позволить Китаю аннексировать Конго, Чжан говорит, что контролирует Анджелу. Чжан хочет, чтобы Этап 2 начался в день голосования, независимо от того, закончится голосование успешно или нет, чтобы наказать Прайса. Эллиот разрешает Мистеру Роботу появиться во время сеанса терапии. Мистер Робот говорит Кристе, что он и Эллиот были скомпрометированы. Ленни возвращает больную собаку. Эллиот понимает, что Дарлин взломала его компьютер, и идёт в убежище ФБР в квартире Дарлин.                                                                      |            |                                                        |            |                              |                 |                     |
| 25 | 3          | «Наследие» «eps3.2_legacy.so»                          | Сэм Эсмэйл | Сэм Эсмэйл                   | 25 октября 2017 | 0,54                |
| В ночь взлома Мистер Робот пытается застрелить Тайрелла, но пистолет заклинивает. Затем Тайрелл убеждает Мистера Робота, что он нужен ему для Этапа 2. Появляются Ирвинг и Тёмная армия. Выясняется, что Гидеон сказал ФБР, что Тайрелл отключил ловушку, что сделало его главным подозреваемым во взломе. Тайрелла отвозят в хижину в уединённом месте. Психологическая оценка ломает его, но он признает, что всегда будет верен Эллиоту. Чжан начинает работать над Тайреллом и Эллиотом. Тайреллу предоставляется безопасный доступ к разработке Этапа 2 с помощью ПО Циско. Сообщения о Джоанне заставляют Тайрелла необдуманно выйти на прогулку, после чего его арестовывает местный полицейский. Полицейского убивает агент ФБР Сантьяго, ещё один крот Тёмной армии и начальник Доминик, тем самым гарантируя, что никто не узнает о Тайрелле. Ирвинг успокаивает Тайрелла, говоря, что он сможет вернуть свою семью, когда всё это закончится. Ирвинг проверяет Эллиота через Леона. Тайрелла отправляют в отель, контролируемый Тёмной армией, и он очень рад снова встретить Эллиота. После того, как Анджела усыпила Эллиота, она объясняет Тайреллу существование Мистера Робота. После операции Мистер Робот просыпается и улыбается Тайреллу, так как тот следовал плану. |            |                                                        |            |                              |                 |                     |
| 26 | 4          | «Метаданные» «eps3.3_metadata.par2»                    | Сэм Эсмэйл | Кайл Брэдстрит               | 1 ноября 2017   | 0,55                |
| Дарлин отводит подозрения Эллиота по отношению к ней, говоря об их общем недоверии к Мистеру Роботу. Эллиот признает, что Этап 2 никогда не отменялся, подозревая, что Мистер Робот появляется ночью. Эллиот просит Дарлин спрятаться в пустой квартире Шейлы, чтобы проследить за ним. Дарлин выходит из комнаты, когда видит, что Мистер Робот уходит с Анджелой. Тайрелл теряет веру в Эллиота после того, как узнаёт о задержках с отправкой документов. За три дня до начала Этапа 2 Анджела говорит, что они могут переместить все бумажные документы за выходные. Анджела усыпляет Эллиота, когда он берёт контроль над сознанием и видит ей и Тайрелла. Анджела говорит Филиппу Прайсу уволить Эллиота, чтобы он не вмешивался. Тайрелл хочет, чтобы его вместе с семьей отправили в Украину в безопасное место после Этапа 2. Доминик определяет источник нового видео Нахрен общества, всё ещё считая, что это Тёмная армия. Дарлин обещает идти по следу, но без прослушки. Она заставляет Эллиота пообещать отомстить, если с ней что-то случится. |            |                                                        |            |                              |                 |                     |
| 27 | 5          | «Ошибка времени выполнения» «eps3.4_runtime-err0r.r00» | Сэм Эсмэйл | Кор Адана и Рэндольф Леон    | 8 ноября 2017   | 0,52                |
| Не помня о событиях предыдущих четырёх дней, Эллиот идёт на работу в день голосования в ООН. Он понимает, что его уволили, и что сегодня состоится Этап 2. Эллиот пытается ускользнуть от охраны, чтобы предотвратить Этап 2, но его задерживают и выводят из здания. Он сообщает об угрозе взрыва, чтобы эвакуировать здание, в то время как большое скопление протестующих против E Corp собирается в штаб-квартире корпорации. Появляется Дарлин и признается, что она работает с ФБР и что Анджела работает с Мистером Роботом, помогая Эллиоту вспомнить события предыдущих дней. Протестующие врываются в E Corp, наводя ужас на сотрудников. Ирвинг звонит Анджеле, заявляя, что беспорядки это отвлекающий маневр, чтобы они смогли отправить Эллиота для копирования важных данных, что является предварительным условием для Этапа 2. Анджела узнает, что ООН согласилась на аннексию. Затем к ней с подозрением обращается охранник. Анджела привлекает протестующих, которые нападают на охранника, а она выполняет задание, предназначенное для Эллиота, а затем передает данные агенту Тёмной армии. Эллиот сталкивается с ней в хаосе, спрашивая, не хочет ли она что-либо рассказать. |            |                                                        |            |                              |                 |                     |
| 28 | 6          | «Убить процесс» «eps3.5_kill-pr0cess.inc»              | Сэм Эсмэйл | Кайл Брэдстрит               | 15 ноября 2017  | 0,60                |
| Анджела ничего не говорит Эллиоту, но он понимает, что Тайрелл находится в ресторане «Красная тачка»; Дарлин передает эту информацию Доминик. Хотя агент Сантьяго препятствует им, Доминик и её напарник проверяют здание сами. Ирвинг даёт Тайреллу письменные инструкции, которые его расстраивают. Доминик находит убежище Тайрелла в ресторане, но упускает его. Тем временем Эллиот идет к зданию Этапа 2, чтобы изнутри предотвратить взрыв, хотя Мистер Робот постоянно задерживает его и заставляет Эллиота наносить увечье самому себе. Дарлин разговаривает с Анджелой, угрожая сообщить о ней в ФБР, но Анджела настаивает, что никто не пострадает. Эллиот убеждает Мистера Робота помочь, когда они понимают, что в здании нет бумажных записей. Доминик видит, как Тайрелла арестовывают на глазах толпы. Полагая, что он остановил Стадию 2, Эллиот размышляет об истинном плане Белой Розы, когда видит сообщения о взрывах на 71 объекте E Corp, куда он перенаправил бумажные записи, в результате чего тысячи людей погибли. Эллиот понимает, что он несет ответственность за увеличение масштабов Этапа 2. |            |                                                        |            |                              |                 |                     |
| 29 | 7          | «Фредрик&Таня» «eps3.6_fredrick&tanya.chk»             | Сэм Эсмэйл | Адам Пенн                    | 22 ноября 2017  | 0,55                |
| Эллиот идет к Кристе, и Мистер Робот дает ей понять, что Эллиот действительно может быть замешан. Дарлин обеспокоена заблуждением Анджелы о том, что мертвые все еще будут в порядке и вернутся. Ирвинг заставляет Мистера Робота осознать, что вся его революция произошла только потому, что элита позволила этому случится. Чжан планирует переместить завод Вашингтон Тауншип в Конго; Чжан уничтожает Прайса в наказание за его непослушание и за то, что он не контролировал Анджелу и судебный иск, и теперь намерен выбрать ему замену. Леон убивает друга Мобли и заставляет Мобли и Трентон помочь похоронить тело в пустыне. Вернувшись домой, их встречают помощник Чжана и агенты Тёмной армии. Тайрелл разыгрывает роль пленника, несмотря на сомнения Доминик. Тайрелл указывает на лидеров Нахрен общества, которые планируют ещё одну атаку в течение 24 часов, когда видит двух подозреваемых, которых показали широкой общественности. Агент Сантьяго рассказывает о смерти Джоанны и угрожает сыну Тайрелла, если Тайрелл не будет следовать плану. Тёмная армия показывает Мобли и Трентон код для атаки на систему управления воздушным движением и заставляет их выстрелить себе в голову. Доминик наблюдает, как спецназ находит два тела, в результате Нахрен общество связывают с Ираном. Ошеломлённая Доминик считает, что истинному вдохновителю Белой розе всё сойдет с рук. |            |                                                        |            |                              |                 |                     |
| 30 | 8          | «Не удаляй меня» «eps3.7_dont-delete-me.ko»            | Сэм Эсмэйл | Сэм Эсмэйл                   | 29 ноября 2017  | 0,44                |
| Эллиот говорит Дарлин, что ничто, от лекарств до терапии и добровольного заключения в тюрьму, не может сдержать Мистера Робота, говоря, что мир вокруг него разваливается по его вине. Эллиот приводит свои дела в порядок, отдав свою собаку соседу, выбросив куртку Мистера Робота и отправившись к семьям Трентон и Мобли, чтобы отдать дань уважения. Эллиот покупает смертельное количество таблеток морфина и направляется на Кони-Айленд, чтобы совершить самоубийство, но его останавливает Мохаммед, младший брат Трентон, за которым Эллиот вынужден присматривать, так как родители оставили его одного. Мохаммед уходит с фильма, на который его взял Эллиот, и идет в мечеть. Он разговаривает с Эллиотом, который признаётся, что лучше бы он умер. После того, как Мохаммед вернулся в свой дом, Эллиот идет в квартиру Анджелы и напоминает ей об «игре в желания», в которую они играли в детстве, что дает Эллиоту волю к жизни. Вернувшись домой, забрав куртку и переустановив свой компьютер, он замечает сообщение, отправленное Трентон перед её смертью, в котором говорится, что есть способ отменить взлом. |            |                                                        |            |                              |                 |                     |
| 31 | 9          | «Этап 3» «eps3.8_stage3.torrent»                       | Сэм Эсмэйл | Кайл Брэдстрит и Кортни Луни | 6 декабря 2017  | 0,44                |
| Мистер Робот идет в дом Тайрелла, где они оба встречаются с Прайсом, который объявляет, что Тайрелл будет номинальным главой в качестве нового технического директора. Тайрелл понимает, что он все еще марионетка Тёмной армии, но у них есть слабость в ФБР. В электронном письме Трентон рассказывает, что Ромеро хранил ключи шифрования 9 Мая, которые могли все изменить, и теперь они находятся в ФБР. Дарлин соблазняет Доминик, но её ловят, когда она пытается украсть полицейский значок Доминик. Анджела всё ещё находится в заблуждении, веря в план Белой Розы и больше не доверяя Эллиоту; несколько мужчин забирают Анджелу. Дарлин говорит правду ФБР, также заявляя, что знает, что у них есть агент Тёмной армии. Сантьяго в панике звонит Ирвингу. Через Ирвинга и Леона Эллиот встречается с помощником Чжана на фальшивом Этапе 3; сканирование ноутбука Эллиот дает ему доступ к Тёмной армии. Белая Роза возмущена тем, что переезд завода в Конго займет месяц. Она дает разрешение убить Эллиота. |            |                                                        |            |                              |                 |                     |
| 32 | 10         | «Перезагрузка» «shutdown -r»                           | Сэм Эсмэйл | Сэм Эсмэйл                   | 13 декабря 2017 | 0,45                |
| Доминик и Дарлин, похищенные Сантьяго после того, как узнали о его статусе двойного агента, и Эллиота отвозят в заброшенный сарай. Сантьяго и Доминик выходят на улицу к Ирвингу, Сантьяго убивают, а Доминик вынуждена стать новым кротом в ФБР. Внутри сарая помощник Белой Розы Грант готовится убить Эллиота и Дарлин. Эллиот разрабатывает план по скорейшему переводу завода Белой Розы в Конго, и Эллиоту разрешают попробовать. Грант убивает себя, когда Белая Роза говорит, что он больше не нужен. Эллиоту удается переместить завод, испытание подходит к концу, все в безопасности. Дарлин пытается извиниться перед Доминик, но та отказывается слушать из ненависти. Доминик даёт Эллиоту доступ к ФБР, где он узнает, что Ромеро не отвечал за ключи шифрования; вместо этого Мистер Робот спас их, как этого хотел Эллиот. Эти двое заключают мир и клянутся свергнуть настоящих злодеев мира, затем Эллиот отменяет 9 Мая. Тем временем Анджелу приводят в дом Филиппа Прайса, где он рассказывает ей, что он её настоящий отец, и убеждает Анджелу в злодейском характере Белой Розы. В сцене после титров Дарлин сталкивается с Вера возле квартиры Эллиота. |            |                                                        |            |                              |                 |                     |

### Сезон 4 (2019)
| № общий | № в сезоне | Название                                                                            | Режиссёр   | Автор сценария                                          | Дата премьеры   | Зрители в США (млн) |
| --- | ---------- | ----------------------------------------------------------------------------------- | ---------- | ------------------------------------------------------- | --------------- | ------------------- |
| 33 | 1          | «401 Нет доступа» «401 Unauthorized»                                                | Сэм Эсмэйл | Сэм Эсмэйл, Тед Куппер, Джефф МакКиббен                 | 6 октября 2019  | 0,444               |
| Сезон начинается со сцены разговора Анджелы с Прайсом в предыдущем сезоне. Анджела требует отомстить Белой Розе, но Прайс пытается отговорить её от этого. Пока они разговаривают, появляются агенты Тёмной армии и убивают Анджелу. Белая роза дает Эллиоту жить до конца декабря, отправляя ему фотографию тела Анджелы в качестве предупреждения. В середине декабря Тайрелл становится угрюмым, ему скучно из-за роли марионетки технического директора. Доминик переезжает к своей матери и становится параноиком; новая подруга её матери Дженис - новый куратор из Тёмной армии – говорит Доминик вернуться к работе, чтобы навести порядок в делах Сантьяго. Эллиот и Мистер Робот работают вместе, чтобы шантажировать адвоката Фредди. Они получают информацию о том, что Белая Роза использует Кипрский национальный банк. Также становится известно имя Джона Гарсина. Фредди убивает себя, когда понимает, что Тёмная Армия преследует его. Дарлин впала в зависимость из-за чувства вины за исчезновение Анджелы (Эллиот не может заставить себя показать ей доказательства её смерти). Эллиот попадает в квартиру Джона Гарсина, но это ловушка. Эллиота утаскивают трое мужчин и вводят ему инъекцию, и он думает, что вот-вот умрёт. Мужчины оживляют Эллиота, появляется Прайс. |            |                                                                                     |            |                                                         |                 |                     |
| 34 | 2          | «402 Необходима оплата» «402 Payment Required»                                      | Сэм Эсмэйл | Сэм Эсмэйл, Тед Куппер, Джефф МакКиббен, Кайл Брэдстрит | 13 октября 2019 | 0,342               |
| Прайс возвращает Эллиота в его укрытие. Он рассказывает ему о группе, известной как Деус, которую Чжан создавал по всему миру на протяжении десятилетий. Эта группа финансирует Тёмную армию. Прайс знает о связях бывшей сотрудницы E Corp Сьюзан Джейкобс с Тёмной Армией и говорит Эллиоту, что через нее можно получить деньги группы Деус. Эллиоту звонит Дарлин и сообщает, что их мать умерла. Они обнаруживают, что у их матери была депозитная ячейка, но банк избавился от нее перед её смертью. Дарлин признается, что действительно скорбит по Анджеле. После похорон Дарлин признается Эллиоту, что убила Сьюзен Джейкобс, и присоединяется к нему против Белой Розы. Она благодарит его за защиту от вернувшегося Вера. Эллиот спорит с Мистером Роботом, оба не знали о возвращении Веры. Тем временем Доминик лжет ФБР о том, что случилось с Сантьяго, но затем следователь погибает якобы из-за самоубийства, но на самом деле его убила Дженис. Прайс говорит Чжану, что он уходит из E Corp и тем самым разрывает связи с Тёмной армией, что заставит группу Деус встретиться лично, чтобы выбрать преемника. |            |                                                                                     |            |                                                         |                 |                     |
| 35 | 3          | «403 Ошибка доступа» «403 Forbidden»                                                | Сэм Эсмэйл | Сэм Эсмэйл, Тед Куппер, Джефф МакКиббен, Кортни Луни    | 20 октября 2019 | 0,297               |
| В канун рождества Ван Шу советует Чжану отменить встречу Группы Деус. Вместо этого Чжан назначает встречу на следующий день. Чжан вспоминает, как его бывший любовник Чен покончил жизнь самоубийством после того, как его заставили жениться. Чжан решает сделать Тайрелла генеральным директором E Corp. Эллиот подходит к Кристе на улице, но она со страхом отталкивает его. Эллиот и Дарлин спорят о плане. Эллиот и Мистер Робот взламывают сотрудницу Кипрского банка Оливию Кортес. Обнаружив её в баре, Мистер Робот покупает ей выпить. Они говорят о своих семьях, затем Эллиот целует ее, и она ведет его к себе домой. Информатор Веры, следящий за Эллиотом, приносит фотографию Эллиота и Кристы в мясную лавку, из которой Вера торгует наркотиками. Вера убивает его за ненадежность. Пока Оливия спит, Эллиот получает необходимый ему пароль и отправляет его Дарлин. Оливия приходит к нему и рассказывает о своих проблемах с наркотиками и членовредительством. По пути в Оллсейф Эллиот говорит Мистеру Роботу, что за ними следует белый фургон. Придя домой, Эллиот обнаруживает, что Тайрелл вломился в его квартиру. Прежде чем Эллиот успевает предупредить его, что Тёмная армия, вероятно, подслушивает, Тайрелл рассказывает, что он будет генеральным директором E Corp и как его положение позволит им победить Тёмную армию. |            |                                                                                     |            |                                                         |                 |                     |
| 36 | 4          | «404 Не найдено» «404 Not Found»                                                    | Сэм Эсмэйл | Сэм Эсмэйл, Тед Куппер, Джефф МакКиббен, Кайл Брэдстрит | 27 октября 2019 | 0,348               |
| Тайрелл вырубает агента Тёмной армии в белом фургоне. На далёкой заправке Тайрелл и Эллиот обнаруживают, что фургон и агент пропали. Заблудившись в лесу и идя по гигантскому кругу, они соглашаются, что не могут начать путь сначала или выйти из леса. Тайрелл хочет сдаться, когда Эллиот признается, что никогда не заботился о нем; он продолжает ради Дарлин и хочет предупредить ее, прежде чем Тёмная Армия убьет его. Дарлин понимает, что доступа Оливии недостаточно и необходимо напрямую взломать банк. Увидев, что в квартиру Эллиота вломились, Дарлин опасается, что Эллиот мертв. Она пытается угнать машину, и ей приходится подвезти Санту-волонтера до детской больницы. Дарлин признает, что все, что у нее осталось, - это её брат, которого она все еще любит, несмотря на то, что зла на него. Доминике снится кошмар о том, как её утопила в ванне женщина, которую она пригласила в гости, но гостья оказалась агентом Тёмной армии. Проснувшись, Доминик, кажется, вернула свою решимость действовать. Эллиот, Тайрелл и Мистер Робот обнаруживают, что фургон сбил оленя; агент Тёмной армии стреляет в них, прежде чем убить себя. Раненый в живот, Тайрелл говорит Эллиоту закончить дело и позаботиться о Белой Розе. Идя в лес, умирающий Тайрелл видит свет. Экран становится белым. |            |                                                                                     |            |                                                         |                 |                     |
| 37 | 5          | «405 Недопустимый метод» «405 Method Not Allowed»                                   | Сэм Эсмэйл | Сэм Эсмэйл, Тед Куппер, Джефф МакКиббен                 | 03 ноября 2019  | 0,314               |
| Рождественским утром Эллиот сжигает фургон, Дарлин забирает Эллиота. Эллиот и Дарлин, выдавая себя за служащих, попадают в Virtual Realty, компанию, в которой находятся серверы Кипрского национального банка. Эллиот устанавливает хакерскую программу, которая дает им 40 минут на получение необходимой информации, при этом временно отключаются камеры видеонаблюдения. Почти попав в руки охраны, Эллиот вызывает отключение электроэнергии, что помогает им сбежать. Команда безопасности вызывает полицию, когда понимает, что в здание проникли, но погоня продолжается только за Эллиотом. Погоня за Эллиотом проходит по Центральному парку. Дарлин смогла выйти, выдавая себя за посетителя спортзала. Она забирает Эллиота после того, как его сбила машина. Дженис отправляет Доминик в местное полицейское управление, чтобы Тёмная армия получила контроль над расследованием. Во время встречи Дженис с семьей в новостях рассказывают об инциденте в Центральном парке. Дженис снова отправляет Доминик, чтобы немедленно поймать Дарлин и Эллиота, которые попались в объективы камер. Эллиот пишет Прайсу, что Тайрелл не приедет на встречу. Прайс следует за подсказками к месту встречи Группы Деус и отвечает, что встреча состоится с Тайреллом или без него. Криста сталкивается с Вера. |            |                                                                                     |            |                                                         |                 |                     |
| 38 | 6          | «406 Не поддерживается» «406 Not Acceptable»                                        | Сэм Эсмэйл | Сэм Эсмэйл, Тед Куппер, Джефф МакКиббен, Амелия Грей    | 10 ноября 2019  | 0,366               |
| Вера держит в заложниках Кристу, допрашивая её об Эллиоте. Эллиот приносит Оливии кофе после того, как получил от Леона наркотики в кофейне. Эллиот рассказывает Оливии о Группе Деус и просит её помощи. Когда она отказывается, Эллиот говорит, что добавил ей в кофе Оксикодон, зная, что она потеряет сына, если не будет чистой. Держа Дарлин под дулом пистолета, Доминик звонит Дженис, которая говорит ей убить Дарлин, поскольку необходим только её телефон с местонахождением Эллиота. Доминик вырубает Дарлин и бросает её в ванну. Эллиот пытается заставить Оливию позвонить своему коллеге, который сможет предоставить ему доступ к более секретной информации Национального банка Кипра. Она идет в ванную и режет себе запястья, но Эллиот смог остановить кровотечение. Она звонит своему коллеге, узнав, что Группа Деус была причастна к смерти её матери. Криста передает Вера свои материалы на Эллиота. Дарлин приходит в себя и пытается образумить Доминик. Доминик просит Дарлин убить ее, чтобы её семья не была убита Тёмной армией, но входит Дженис. Дарлин говорит, что удалила данные с телефона. Криста звонит Эллиоту, предупреждая о Вера. Он говорит Кристе встретиться с Эллиотом на Вашингтон-сквер. Эллиота похищают на улице люди Вера. |            |                                                                                     |            |                                                         |                 |                     |
| 39 | 7          | «407 Требуется проверка подлинности посредника» «407 Proxy Authentication Required» | Сэм Эсмэйл | Сэм Эсмэйл, Тед Куппер, Джефф МакКиббен                 | 17 ноября 2019  | 0,361               |
| Вера предлагает Эллиоту, привязанному к стулу, сыграть свою роль в захвате контроля над Нью-Йорком. Вера приводит Эллиота к Кристе и настаивает на встрече с Мистером Роботом. Мистер Робот предлагает помочь ему, если он отпустит Кристу, но Вера протестует. Эллиот предлагает Вера деньги от кипрского взлома. Пока Вера и его люди отвлекаются на подробности взлома, Эллиот вытаскивает пистолет из своей сумки, но люди Веры уже разрядили его. Мистер Робот пытается образумить Вера, который угрожает застрелить Кристу, пока Эллиот не признается, что она нужна ему. Он развязывает Кристу и заставляет её и Эллиота пройти импровизированный сеанс терапии. Эллиот думает, что Мистер Робот и Криста скрывают от него секрет, и убеждает Вера прочитать файлы психиатра. Криста спрашивает Эллиота о том дне, когда он выпрыгнул из окна в детстве, рассказывая, что Мистер Робот существовал всегда, защищая Эллиота от своего отца. Эллиот наконец вспоминает, что отец домогался его, несмотря на то, что Мистер Робот манипулировал памятью Эллиота, чтобы заставить его поверить в то, что отец был хорошим человеком. Вера пытается утешить Эллиота, говоря, что также подвергался сексуальному насилию со стороны друзей его матери. Он исповедует свою философию, согласно которой людей, страдающих, как они, невозможно остановить. Эллиот говорит, что не хочет быть один, и Вера уверяет его, что он не одинок. Криста подкрадывается и бьет Вера ножом в спину. |            |                                                                                     |            |                                                         |                 |                     |
| 40 | 8          | «408 Время ожидания превышено» «408 Request Timeout»                                | Сэм Эсмэйл | Сэм Эсмэйл, Тед Куппер, Джефф МакКиббен, Робби Пикеринг | 24 ноября 2019  | 0,376               |
| Эллиот и Криста сбегают из квартиры, прежде чем люди Веры возвращаются и находят его тело. Криста направляется в полицейский участок, а Эллиот следует за младшей версией себя в Музей искусств Квинса. Там он находит отцовский ключ от детской спальни, теперь вспомнив, что он спрятал его в одной из стен, чтобы дать отпор отцу. За час до встречи Группы Деус Мистер Робот извиняется перед Эллиотом за то, что не смог защитить его, и Эллиот признает, что создал из него отца, в котором нуждался. Дженис связывает Дарлин и Доминик, приказывая Дарлин восстановить данные на телефоне, чтобы она могла найти Эллиота. Дженис наносит ранение Доминик, говоря Дарлин выдать Эллиота, иначе Доминик умрет. Дженис вызывает свою команду, угрожая убить членов семьи Доминик. Дарлин сдается и просит свой телефон. Людям Дженис не удается найти Эллиота в квартире Кристы. Она звонит своей команде у дома Труди, но никто не отвечает. Дженис узнает, что Доминик послала Дигана и ирландскую мафию, чтобы спасти свою семью и отвезти их в безопасное убежище дом, убив при этом агентов Тёмной армии. Когда Дженис отвлекается, Доминик удается выстрелить ей в голову. Доминик вызывает подмогу и говорит Дарлин найти Эллиота. |            |                                                                                     |            |                                                         |                 |                     |
| 41 | 9          | «409 Конфликт» «409 Conflict»                                                       | Сэм Эсмэйл | Сэм Эсмэйл, Тед Куппер, Джефф МакКиббен, Кайл Брэдстрит | 01 декабря 2019 | 0,363               |
| В уме Эллиота Мистер Робот спорит с Магдой и молодым Эллиотом о необходимости рассказать всё, когда Эллиот еще не проснулся, говоря, что Мистер Робот может показать ему, что сделал Эллиот, и Дарлин, возможно, сможет его разбудить. Мистер Робот и Дарлин готовятся взломать Группу Деус, Прайс дает им информацию о машине Белой Розы, чтобы уничтожить её для Анджелы. Чжан, подозревая, что Прайс и Эллиот что-то задумали, тайно изменяет место встречи Группы Деус и встречает одинокого Прайса в изначальном месте, хотя Чжан встревожен отсутствием Тайрелла. Выяснив новое место встречи, Мистер Робот отправляет туда Дарлин, а он остается, чтобы получить информацию от Чжана. Мистер Робот звонит Чжану по телефону Прайса. Чжан говорит, что Анджелу можно вернуть, в результате чего Эллиот берет контроль над сознанием, но отклоняет предложение. Дарлин выпускает видео Нахрен общество, в котором публично разоблачает Группу Деус и указывает их местонахождение. Дарлин собирает данные членов общества, когда они звонят водителям, чтобы те их забрали. Эллиот взламывает соседнюю вышку сотовой связи, чтобы получить данные Чжана, и грабит Группу Деус. Прайс издевается над Чжаном, говоря, что все это произошло из-за того, что Анджела живет в сердцах своих близких. Чжан стреляет в Прайса, бросая взгляд на уходящего Эллиота. ФБР прибывает в резиденцию Белой Розы, за пределами её комнаты слышна стрельба, сама Белая Роза в это время красится. |            |                                                                                     |            |                                                         |                 |                     |
| 42 | 10         | «410 Отсутствует» «410 Gone»                                                        | Сэм Эсмэйл | Сэм Эсмэйл, Тед Куппер, Джефф МакКиббен                 | 08 декабря 2019 | 0,452               |
| После взлома Группы Деус личность Чжана как Белой Розы стала достоянием общественности. Доминик практически поправилась и покидает больницу. В рамках расследования ФБР за её действия в качестве агента Тёмной армии Доминик не разрешено видеться с семьей. Дарлин убеждает её бежать с ней и Эллиотом, чтобы спрятаться от Тёмной армии. Но вместо побега Эллиот уезжает один на завод Вашингтон Тауншип. Леон отвозит Дарлин и Доминик в аэропорт, давая Доминик совет, как жить с новой личностью. Дарлин переводит значительную часть денег Деус всем, у кого есть счета Ecoin, считая это справедливым. Доминик напугана, увидев Ирвинга в книжном магазине аэропорта, рекламирующего свой новый роман. Он и Темная армия больше не интересуются ни ей, ни Дарлин. Без этой угрозы Доминик предпочитает не лететь в Будапешт с Дарлин, имея работу и семью, за которой нужно ухаживать. Возле выхода на посадку у Дарлин начинается паническая атака из-за того, что она одна, и она бежит в туалет, разминаясь с Доминик, которая вернулась, чтобы сесть в самолет. Дарлин успокаивается и чувствует себя хорошо, но пропускает рейс. Когда самолет взлетает, Доминик наконец-то засыпает, ведь она начнет новую жизнь. |            |                                                                                     |            |                                                         |                 |                     |
| 43 | 11         | «выХод» «eXit»                                                                      | Сэм Эсмэйл | Сэм Эсмэйл, Тед Куппер, Джефф МакКиббен                 | 15 декабря 2019 | 0,442               |
| Люди Белой Розы убивают агентов ФБР, посланных за Чжаном, она заявляет, что теперь есть только Белая роза. Эллиот понимает, что атомная станция Вашингтон Тауншип, по-видимому, заброшена. Он активирует свою программу, чтобы уничтожить машину Белой Розы, но его находят агенты Тёмной армии и проводят его мимо убитых сотрудников к Белой Розе. Они спорят о природе людей, ненависти и мире. Белая Роза утверждает, что её машина создаст лучший мир. Эллиот говорит, что те, кто любит его, даже когда он ненавидит себя, делают мир достойным спасения. Белая роза уже активировала машину, запустив расплавление топлива. Она говорит, что у Эллиота есть выбор, и убивает себя. Эллиот играет в приключенческую игру, оставленную ему Белой Розой на старом компьютере, думая, что сможет остановить взрыв; но, похоже, уже поздно. Он и Мистер Робот выражают свою любовь друг к другу, когда всё становится красным. В альтернативном мире Эллиот оптимистичен и счастлив, он работает генеральным директором Олсейф, помолвлен с Анджелой, является единственным ребенком и поддерживает любящие отношения со своим все еще живым отцом. Чжи Чжан — любимая всеми богатая женщина, известная своей благотворительностью. Эллиот получает крупный счёт в F Corp после того, как сказал, что всегда будет поддерживать Тайрелла, генерального директора F Corp. Эллиот возвращается домой и удивляется, увидев Эллиота в толстовке с капюшоном, которого он не узнаёт, сидящего за его компьютером.                                                                                               |            |                                                                                     |            |                                                         |                 |                     |
| 44 | 12         | «Ктоя» «Whoami»                                                                     | Сэм Эсмэйл | Сэм Эсмэйл, Тед Куппер, Джефф МакКиббен                 | 22 декабря 2019 | 0,464               |
| Эллиот просыпается на заброшенном участке после взрыва на заводе Вашингтон Тауншип, которого больше нет. Он обнаруживает, что город - это процветающий пригород, где живут его мать и отец, оба живые. Эллиот узнает, что его родители никогда не домогались его в детстве, и что Дарлин не существует. Он возвращается в город, где встречает родителей Анджелы, Эмили и Филиппа (последний все еще присутствует в жизни Анджелы), которые рассказывают ему, что завтра Эллиот женится на Анджеле. Он идет в альтернативную квартиру Эллиота и взламывает его компьютер, обнаруживая скрытый диск с набросками себя, Дарлин и остальных членов Нахрен общества. Альтернативный Эллиот возвращается домой и застает оригинального Эллиота на своем iMac (как показано в конце предыдущего эпизода). Сначала встревоженный, альтернативный Эллиот объясняет, что это наброски созданного им персонажа, который будет вести захватывающую жизнь хакера-мстителя, ту самую жизнь, которой живет оригинальный Эллиот. Они касаются друг друга, вызывая еще одно землетрясение, в результате которое серьезно травмируется альтернативный Эллиот. Альтернативному Эллиоту звонит Анджела; услышав её впервые после её смерти, оригинальный Эллиот решает, что он может иметь жизнь, которую всегда хотел, и убивает альтернативного Эллиота. |            |                                                                                     |            |                                                         |                 |                     |
| 45 | 13         | «Привет, Эллиот» «Hello, Elliot»                                                    | Сэм Эсмэйл | Сэм Эсмэйл                                              | 22 декабря 2019 | 0,318               |
| Эллиот прячет тело альтернативного Эллиота в контейнере, намереваясь занять место альтернативного Эллиота и жениться на Анджеле. Сотрудник полиции, Доминик, пытается арестовать Эллиота после того, как она обнаруживает другое тело Эллиота. Эллиот сбегает на Кони-Айленд, где обнаруживает, что свадьбы не было. Мистер Робот объясняет Эллиоту, что мир, в котором они находятся, не является тем параллельным миром, о котором говорила Белая Роза, а скорее иллюзией, созданной Эллиотом с намерением удержать «настоящего Эллиота» в ловушке. Озадаченный и сбитый с толку Эллиот просыпается в офисе Кристы. Криста (которая на данный момент является олицетворением разума Эллиота) объясняет, что Эллиот, которого мы знали с самого начала сериала, - это не настоящий Эллиот, а личность под названием «Организатор», которую настоящий Эллиот создал, чтобы справиться со своей яростью и гневом по отношению к миру. Тем не менее, эта личность решила захватить контроль и поймала настоящего Эллиота в ловушку в утопическом мире, избавившись от Дарлин, которая является самой сильной связью настоящего Эллиота с реальностью. Криста объясняет, что Организатор должен вернуть контроль настоящему Эллиоту, но он отказывается, и мир рушится. Организатор просыпается в больнице, где Дарлин рассказывает, что Белая Роза мертва, её машина уничтожена и что она знала, что Организатор захватил контроль. Признавая свою личность, Организатор возвращается в сознание Эллиота вместе с остальными его личностями. Настоящий Эллиот просыпается в больнице, его приветствует Дарлин. |            |                                                                                     |            |                                                         |                 |                     |

## Спецвыпуски
| № | Название                                             | Дата премьеры | Зрители в США (млн) |
| - | ---------------------------------------------------- | ------------- | ------------------- |
| 1 | «Расшифровка Мистера Робота» «Mr. Robot_dec0d3d.doc» | 20 июня 2016  | 0,78                |